# حسام نعوم
حسام إلياس نعوم (ولد عام 1974) رئيس أساقفة الكنيسة الأنجليكانية الحالي في القدس، وهو أسقف القدس الأنجليكاني الخامس عشر.

## حياته
ولد حسام إلياس نعوم في مدينة حيفا عام 1974 ونشأ في مدينة شفا عمرو. تلقى تعليمه في جامعة رودس ومدرسة فيرجينيا اللاهوتية. خدم في كنائس نابلس والزبابدة والقدس. شغل منصب قسا في كاتدرائية القديس جورج بالقدس من 2005 إلى 2012. ثم أصبح عميدها، حتى تم تكريسه أسقفًا مساعدًا في 14 يونيو 2020. تم تنصيبه رئيس أساقفة في القدس في 13 مايو 2021.